# Kościół Niepokalanego Poczęcia Najświętszej Maryi Panny w Nowym Duninowie
Kościół Niepokalanego Poczęcia Najświętszej Maryi Panny w Nowym Duninowie – rzymskokatolicki kościół parafialny w Nowym Duninowie, w powiecie płockim, w województwie mazowieckim. Funkcjonuje przy nim parafia św. Mikołaja.

## Historia i architektura
Lokalna parafia powstała najpewniej już w XIV wieku. Początkowo istniał tu nieduży drewniany kościół, którym zarządzali benedyktyni z Płocka (w 1470 opat płocki zrzekł się praw do parafii na rzecz króla Kazimierza Jagiellończyka, a ten przekazał ją w zarząd kolegium płockich wikariuszy). Tak było do 1800. Włączono wówczas parafię do diecezji włocławskiej, a w 1818 do włocławsko-kaliskiej. W początku XX wieku świątynia była w bardzo złym stanie technicznym (msze odprawiano w cmentarnej kaplicy Świętej Trójcy), w związku z czym zaszła konieczność budowy nowej.
Jednonawowy, neogotycki kościół został zaprojektowany przez Konstantego Wojciechowskiego i wybudowany w latach 1901-1910. Wzniesienie obiektu współfinansowała osiadła w Nowym Duninowie rodzina Ike-Duninowskich, zwłaszcza baron Albert Ike-Duninowski. Inicjatorem powstania obiektu był ksiądz proboszcz Mieczysław Kozakowski. Kamień węgielny poświęcił 28 maja 1905 prałat i dziekan włocławski, ksiądz Jan Śliwiński. 11 czerwca 1911 kościół był konsekrowany przez biskupa włocławsko-kaliskiego Stanisława Kazimierza Zdzitowieckiego. W latach 1940–1945 niemieccy naziści zamknęli świątynię. Aresztowali też księdza Szczepana Ryglewicza.
Wieża (dzwonnica) ma wysokość 12,5 metra licząc od dachu kościoła. Wieńczy ją żelazny krzyż. elewacje obłożone są cegłą-licówką. Do rejestru zabytków kościół wpisano w 1975.

## Wnętrze
Ołtarz główny z obrazem Najświętszej Maryi Panny (1911) pochodzi z początku XX wieku. Sam obraz stanowi naśladownictwo stylu Rafaela. Efektowną polichromię wykonali Kazimierz Drapiewski i Henryk Dzierżanowski według kartonów przygotowanych przez Władysława Drapiewskiego, a także dwaj inni artyści - Gierszewski i Rochowicz. Powstała ona w latach 1955-1956. W kruchcie wiszą dwie tablice pamiątkowe upamiętniające fundatorów i poświęcenie świątyni.

## Otoczenie
Przy kościele stoi krzyż-pomnik wystawiony przez mieszkańców gminy w dziesiątą rocznicę zwycięstwa nad bolszewikami (1930). W 1999 parafianie dodali do pomnika tablicę pamiątkową. Na lokalnym cmentarzu (po drugiej stronie ulicy) znajduje się okazała kaplica grobowa Ike-Duninowskich.